# Plumularia togata
Plumularia togata är en nässeldjursart som beskrevs av Watson 1973. Plumularia togata ingår i släktet Plumularia och familjen Plumulariidae. Inga underarter finns listade i Catalogue of Life.